# Sinești (gmina w okręgu Vâlcea)
Sinești – gmina w Rumunii, w okręgu Vâlcea. Obejmuje miejscowości Ciucheți, Dealu Bisericii, Mijlocu, Popești, Sinești i Urzica. W 2011 roku liczyła 2297 mieszkańców.